# Dernier Round
Pour les articles homonymes, voir Dernier Round (homonymie).
Albums de Kool Shen
L'avenir est à nous
(2005)
Dernier round est le 1er album studio solo de Kool Shen, sorti en 2004.

## Contenu
L'album est majoritairement produit par Madzim et Sec.Undo, excepté les titres Un ange dans le ciel (produit par Zoxea) et L'avenir est à nous (feat. Rohff & Dadoo) (produit par Dr Swing). Une réédition collector avec un DVD, des titres en live, des clips et des making-of est sortie en 2005. Plusieurs titres de l'opus ont été clipés : On A Enfoncé Des Portes, Qui Suis-Je, Un Ange Dans Le Ciel, Two Shouts IV My People et L'avenir Est A Nous (Réédition).
À noter que l'album est certifié disque d'or par la SNEP, avec 200 000 exemplaires vendus.

## Liste des titres
| No  | Titre                                     | Producteurs            | Durée |
| --- | ----------------------------------------- | ---------------------- | ----- |
| 1.  | 1er Round (intro)                         | Madzim & Sec.Undo      | 0:48  |
| 2.  | On a enfoncé des portes                   | Madzim & Sec.Undo      | 3:48  |
| 3.  | C'est mal barré                           | Madzim & Sec.Undo      | 3:53  |
| 4.  | Y suffit d'un rien                        | Madzim & Sec.Undo      | 3:44  |
| 5.  | Two Shouts IV My People (feat. Breakingz) | Madzim & Sec.Undo      | 3:52  |
| 6.  | Dans mon coin (interlude)                 | Madzim & Sec.Undo      | 1:49  |
| 7.  | Qui Suis-Je ?                             | Madzim & Sec.Undo      | 3:36  |
| 8.  | Change de style (feat. Zoxea)             | Madzim & Sec.Undo      | 4:14  |
| 9.  | 93.2 Radio (interlude)                    |                        | 0:47  |
| 10. | Le retour du babtou                       | Madzim & Sec.Undo      | 3:02  |
| 11. | Oh No (feat. Nano & Tony)                 | Madzim & Sec.Undo      | 4:22  |
| 12. | Un ange dans le ciel                      | Zoxea                  | 3:50  |
| 13. | Les médias                                | Madzim & Sec.Undo      | 3:20  |
| 14. | Quand j'prends le mic (remix)             | Madzim & Sec.Undo      | 3:42  |
| 15. | Dernier round (feat. Oxmo Puccino)        | Madzim & Sec.Undo      | 4:20  |
| 16. | L'avenir est à nous (feat. Rohff & Dadoo) | Dr Swing et Luke Lemen | 3:38  |

### Bonus réédition 2005
1. C'est mal barré (Remix)[2]
2. Two shouts IV My People (Remix)
3. La bombe H
4. Qui suis-je ? (clip + making-of)
5. On a enfoncé des portes (clip)
6. Making-of de l'album
7. Teaser du DVD portrait de Kool Shen
8. Qui suis-je ? (live)
9. Un ange dans le ciel (live)
10. Le retour du babtou (live)
11. Two shouts IV My People (clip réalisé par JG Biggs pour Blue Marlyn)
12. Un ange dans le ciel' (clip réalisé par JG Biggs pour Blue Marlyn)

Notes
- On a enfoncé des portes contient des voix additionnelles de Psykopat[1]
- Qui Suis-Je ?, 93.2 Radio et Le retour du babtou contiennent des voix additionnelles de Toy
- Un ange dans le ciel contient des voix additionnelles de Christelle Coudoux, Eric Filet, Jean-Marc Reyno et Sofy

## Samples
- C'est mal barré contient un sample de That's What Fate Will Do de The Main Ingredient[1],[3].
- Change de style contient un sample de Main Title (tiré de Phantasm) et Just A Dream ? de Fred Myrow & Malcolm Seagrave.
- Le retour du babtou contient des samples de Tell Me d'Alphonse Mouzon et Everybody de Madonna.
- Les médias contient des samples de Giving Up de Gladys Knight et de Givin Up de The Ad Libs.
- Oh No contient un sample de Azure Blue de Gábor Szabó.
- Quand j'prends le mic (Remix) contient un sample de Belle de jour de Saint Tropez.
- Qui suis-je ? contient un sample de Drabble Calling de Roy Budd.
- Two Shouts IV My People contient un sample de Let Nature Take Its Course de Gwen McCrae.
- Un ange dans le ciel contient un sample de I'd Be So Happy de Three Dog Night.
- Y suffit d'un rien contient un sample de Spirit Of Summer d'Eumir Deodato.

## Commentaire
L'album est dédié à la mémoire de Virginie Sullé alias Lady V, décédée en 2000, qui a été la compagne de Kool Shen et une danseuse pour NTM. Par ailleurs, la chanson Un ange dans le ciel lui est consacrée,.